# Хеппи-энд
Хе́ппи-энд, хэ́ппи-энд (англ. happy ending «счастливый конец») — англицизм, означающий счастливую развязку сюжета пьесы, фильма, романа и т. д., состоящую в том, что все перипетии заканчиваются удачно для положительных героев, иногда и для отрицательных. Хеппи-энд в сказках может выражаться словами: «И жили они долго и счастливо».

## История термина
Термин хеппи-энд является типичным американским выражением. Корни восходят к американскому кинематографу, с началом тенденции завершать фильмы счастливым для главного героя разрешением конфликта. Историк кино Жорж Садуль связывал появление в кинематографе такой финальной развязки с традициями американского «короткого рассказа». По его словам, у подобных американских новелл присутствовала любимая тема, по сюжету которой молодой человек встречает девушку, в финале истории их отношения заканчиваются счастливым и богатым супружеством. Перенесение этой темы в кино Садуль относит к ряду новшеств, осуществлённых киностудией «Вайтаграф», что проявилось в их комедийной продукции, начиная с 1908—1909 годов: «До распространения „сцен повседневной жизни“ развязки кинофильмов могли быть и счастливыми, и трагичными — на это не обращали внимания». До появления термина использовалось длинное выражение «счастливое гриффитовское спасение в последний момент» по имени режиссёра, создавшего этот сценарный ход в кинематографии.
Наличие хеппи-энда — основная черта, отличающая классическую комедию от трагедии. Известны попытки переделать известные трагедии, например Короля Лира, Ромео и Джульетту, Отелло, таким образом, чтобы персонажи вместо того, чтобы закончить плохо, помирились и переженились. Эти счастливые версии не прижились и были подвергнуты критике. Стоит отметить, что трагический финал «Короля Лира» — в свою очередь модификация Шекспиром «Истории королей Британии» Гальфрида Монмутского, где финал правления Лира был вполне счастливым.

## Современность
Современный хеппи-энд считается специфической особенностью американских сюжетов, например голливудских фильмов. Именно поэтому это английское выражение популярно во многих языках. Известны экранизации русских классиков, в которых концовка была изменена на хеппи-энд. Так было сделано, например, в голливудской экранизации «Братьев Карамазовых».
По мнению Альфреда Хичкока: «В некоторых случаях счастливый конец вовсе не обязателен. Если удаётся всерьёз захватить внимание публики, она согласится с любым финалом. Если фильм достаточно занимателен, люди примут и несчастливое завершение событий».
Джон Р. Р. Толкин в своём эссе «О волшебных сказках» отстаивал необходимость неожиданных хеппи-эндов в сказках и фэнтези, считая их частью «Побега», который даёт эта литература. Он придумал для этого специальный термин — эвкатастрофа.